# Mesocapnia autumna
Mesocapnia autumna är en bäcksländeart som först beskrevs av Baumann och Gaufin 1970.  Mesocapnia autumna ingår i släktet Mesocapnia och familjen småbäcksländor. Inga underarter finns listade i Catalogue of Life.